# Варавва (фільм, 1953)
«Варавва» (швед. Barabbas) — шведський фільм 1953 року, поставлений режисером Альфом Шеберґом за однойменним романом лауреата Нобелівської премії Пера Лагерквіста. Світова прем'єра стрічки відбулася 26 квітня 1953 року на 6-му Каннський міжнародний кінофестиваль, де вона брала участь в основній конкурсній програмі.

## Синопсис
В основі сюжету стрічки євангельська історія про злодія Варавву, який не був розп'ятий, тому що Ісус був обраний, щоб зайняти його місце.

## У ролях
| Ульф Пальме         | ···· | Варавва                   |
| Георг Орлін         | ···· | Лазар                     |
| Ерік Страндмарк     | ···· | Петро                     |
| Барбро Юрт аф Урнес | ···· | Марія Магдалина           |
| Улоф Відгрен        | ···· | Саак — підлеглий на Кіпрі |
| Андерс Генріксон    | ···· | римський прокуратор Кіпру |
| Ярл Кулле           | ···· | Лепер в Долині Смерті     |
| Тойво Павло         | ···· |                           |
| Гуго Бйорне         | ···· |                           |

## Знімальна група
- Автор сценарію — Альф Шеберґ
- Режисер-постановник — Альф Шеберґ
- Продюсер — Руне Вальдекранц
- Композитор — Моусес Пергеймент
- Оператори — Свен Нюквіст, Йоран Стріндберг
- Монтаж — Ерік Нордемар
- Художник-постановник — Бібі Ліндстрем
- Художник по костюмах — Гуннар Гелборт

## Визнання
| Нагороди та номінації фільму «Варавва» | Нагороди та номінації фільму «Варавва»  | Нагороди та номінації фільму «Варавва» | Нагороди та номінації фільму «Варавва» | Нагороди та номінації фільму «Варавва» | Нагороди та номінації фільму «Варавва» |
| Рік                                    | Кінофестиваль/кінопремія                | Категорія/нагорода                     | Номінант                               | Результат                              |                                        |
| -------------------------------------- | --------------------------------------- | -------------------------------------- | -------------------------------------- | -------------------------------------- | -------------------------------------- |
| 1953                                   | 6-й Каннський міжнародний кінофестиваль | Гран-прі                               | Варавва                                | Номінація                              |                                        |